# Хейз энд Идинг Юнайтед
«Хейз энд Идинг Юнайтед» (англ. Hayes & Yeading United FC) — английский футбольный клуб базирующийся в городе Хейзе, в графстве Беркшир. «Хейз энд Идинг Юнайтед» принимает гостей на стадионе Беконсфилд. Клуб был основан в мае 2007 года при слиянии клубов «Хейз» и «Идинг». После объединения домашние матчи проводил на стадионе «Чёрч Роад», старом стадионе «Хейза». В настоящий момент выступает в Южной конференции, шестом по значимости футбольном турнире Англии. Они играли свой первый сезон в Южной Конференции в 2007-08 годах, зарегистрировав 13-е место, в Кубке Англии достигли четвёртого квалификационного раунда, а в FA Trophy они были выбиты в Первом раунде. Во втором сезоне 2008-09 они заняли четвёртое место, закрепив место в плей-офф; В полуфинале они обыграли Истлинг, в первом матче разгромив своего соперника со счётом 4-0, а в ответном проиграв 4-2. В финале плей-офф они обыграли Хэмптон и Ричмонд 3-2 благодаря голам Скотта Фитцджеральда и Стивена Грегори, проигрывая 2:1. Это обеспечило место в Национальной конференции в следующем сезоне, в Кубке Англии они снова были выбиты в четвёртом квалификационном раунде, однако они достигли второго раунда FA Trophy. Их первый сезон на высшем уровне нон-лиги был успешным;в то время как многие считали их вылет неизбежнным, они, в конце концов, были в полне комфортном положении, и у них был шанс завершить чемпионат в первой половине таблицы. Но Хейз энд Идинг спустились на 17-е место в конце сезона, за Третий сезон подряд они вылетели в четвёртом квалификационном раунде Кубка Англии, в то время как они проиграли в первом раунде FA Trophy.

### Сезон 2009—2010
Сезон 2009-10 годов был первым для объединённого клуба на высшем уровне футбола. Хейс ранее провёл шесть лет на этом уровне до их вылета в 2002 году, в то время как Йидинг не выступал на этом уровне раньше.

### Сезон 2010—2011
В сезоне 2010-11 гг. Hayes & Yeading стали полностью профессиональными. Они добрались до финала Кубка старшего состава Middlesex, где проиграли 2: 1 в городе Стейнс. В этом сезоне Hayes & Yeading также попал в первый раунд Кубка Англии, играя против Уикомб Уондерерс из Лиги 1; клуб проиграл со счётом 2: 1. Они снова не смогли продвинуться дальше первого раунда Трофея ФА. 19 апреля 2011 года Хейз энд Идинг сыграли свой последний матч на Church Road, обыграв Гейтсхед со счётом 3-1; Несмотря на то, что большую часть сезона клуб провёл в зон и вокруг не вылета, команда завершила чемпионат на 16-м месте в своём четвёртом сезоне, что является непрерывным улучшением положения клуба после слияния.

### Сезон 2011—2012
28 мая 2011 года Гарри Хейлок подал в отставку в качестве тренера команды, а 16 июня 2011 года новым менеджером назначен Нас Башир. В сезоне 2011—2012, постоянно плохая форма команды означала, что клуб вылетел обратно в Южную Конференцию, несмотря на то, что разрыв между Хейзом, идущим на предпоследнем месте, и Линкольн Сити, идущим на 21-м, составлял 6 очков. Они не смогли повторить успех Кубка Англии прошлого сезона(четвёртый квалификационный раунд), в то время как третий сезон подряд они вылетели в первом раунде FA Trophy.

### 2013—2015
4 февраля 2013 года Нас Башир покинул клуб по обоюдному согласию с директором по футболу Тони О'Дрисколлом, который временно занимал первые командные должности до того, как его постоянное назначение было подтверждено 25 февраля 2013 года. После поражения со счётом 7-1 от клуба Стейнз Таун 4 апреля, О’Дрисколл подал в отставку, чтобы вновь принять на себя роль Директора по футболу, первые тренеры команды Тристан Льюис и Делрой Предди были назначены на должности управляющих в течение оставшихся шести игр сезона. В этом сезоне Хейз энд Йидинг зарегистрировали свой самый низкий результат в лиге, закончив 17-е место В Южной Конференции. Их бедные кубковые формы продолжились: снова проиграв в четвёртом квалификационном раунде Кубка Англии, также они были выбиты в первом раунде Трофее ФА.
9 мая 2013 года клуб объявил Фила Бабба (бывшего защитника Сборной Ирландии, Брэдфорда, Ковентри Сити, Ливерпуля, Спортинга CP и Сандерленда) своим новым менеджером.
Хейз энд Йидинг Юнайтед были отстранены в конце сезона 2013-14 годов, но из-за исключения Херефорд Юнайтед из Национальной Конференции Хейз энд Йидинг и Честер заработали отсрочку вылета. Удача клубу в кубковых встречах не приходила: команда вылетела во втором квалификационном раунде Кубка Англии и пятый раз подряд проиграла в первом раунде Трофея ФА.
В сезоне 2014-15 гг. Хейз энд Йидинг едва избежал вылета, закончив чемпионат на 19-м месте, несмотря на многообещающее начало кампании, выиграв две первых игры. Их горестная кубкова форма сохранялась с их выходом во второй квалификационный раунд в Кубке Англии. Также они вылетели в шестой раз подряд в первой раунде Трофея ФА.